# Mischsprache
Mischsprache ist in der Linguistik ein unscharf definierter Oberbegriff für Sprachen, die durch intensiven Kontakt zwischen zwei (selten mehr) Sprachen entstanden sind und deutliche Eigenschaften beider Ausgangssprachen in sich vereinen. In der Regel wird erst dann von einer Mischsprache gesprochen, wenn der Einfluss der einen auf die andere Sprache nicht auf den Wortschatz (Lexik) beschränkt bleibt, sondern auch die Übernahme von Elementen der Grammatik umfasst. Meist fungiert eine der vermischten Sprachen als Substrat- oder Ausgangssprache – dies ist in der Regel die Sprache, deren Sprecher ein geringeres soziales Prestige aufweisen. Die jeweils andere Sprache wird als Superstratsprache und, im Falle einer deutlich gerichteten Entwicklung, als Zielsprache bezeichnet.
Bei Mischsprachen handelt es sich um eigenständige natürliche Sprachen mit einem festgelegten Regelapparat, die in ihren Eigenschaften über einen längeren Zeitraum konstant bleiben. Sie sind deutlich zu unterscheiden von spontanen Sprachvermischungen (Code-Switching, Code Mixing, Entlehnung), bei denen Art und Ausmaß der Vermischung von Sprecher zu Sprecher und Situation zu Situation variieren. Solche Zustände können aber Vorläufer von Mischsprachen sein.

## Hintergrund
Das Entstehen von Mischsprachen setzt voraus, dass bestimmte gesellschaftliche Verhältnisse vorliegen. Diese Verhältnisse müssen zwar einerseits begünstigen, dass die Substratsprache zugunsten der Superstratsprache aufgegeben wird, andererseits aber verhindern, dass die neue Sprache vollständig erlernt und unverändert übernommen wird. Beispielsweise führen in einer Sprachkontaktsituation große Unterschiede im gesellschaftlichen Ansehen der Sprachen dazu, dass die Ausgangssprache teilweise aufgegeben wird. Gleichzeitig können ein schwach ausgeprägter Bilingualismus sowie mangelnde „Zugänglichkeit“ der Zielsprache zur Folge haben, dass ein Teil der Bevölkerung die neue Sprache nur unvollständig beherrscht und mit der Ausgangssprache vermischt. Ist die Trennung zwischen beiden Sprechergemeinschaften zu groß, kann die Zielsprache nicht als Korrektiv wirken, und gewisse Kernbereiche der Ausgangssprache, etwa die Phonologie oder die Morphologie, bleiben erhalten.
Eine weiter gefasste Definition von Mischsprache bezieht auch solche Sprachen mit ein, bei denen lediglich ein substantieller Teil des Wortschatzes aus einer anderen Sprache stammt. Auch hier zeigt sich in aller Regel, dass die Entlehnungen zuerst solche Bereiche der Lexik betreffen, die mit der neuen gesellschaftlichen Situation in Zusammenhang stehen. Der Grundwortschatz geht häufig unverändert in die Mischsprache ein.
Besondere Mischsprachen sind Pidgin- und Kreolsprachen sowie Sprachen, die sich aus ehemaligen Sondersprachen wie dem Rotwelsch oder aus einer lingua franca entwickelt haben. Diese Sprachen unterscheiden sich von prototypischen Mischsprachen durch Besonderheiten ihrer Entwicklung. Bei den als „Gaunersprache“ bezeichneten Sondersprachen liegt der Ursprung in einer teils bewussten Vermischung von Sprachen, die garantieren sollte, dass die Sprache nur für Eingeweihte verständlich ist. Bei Pidginsprachen und einer lingua franca stand die Ermöglichung von Kommunikation z. B. in Handelssituationen im Vordergrund. Vor allem wenn dieser anfangs rein zweckgebundene Kode eine eigenständige Weiterentwicklung durchläuft und sogar als Muttersprache gebraucht wird, liegt eine Klassifizierung als Mischsprache nahe.
Die Einteilung von Kreolsprachen als Spezialfall einer Mischsprache gründet sich auf zwei Aspekte des Kreols: Zum einen wurde lange angenommen (und wird teils immer noch), dass sich Kreolsprachen durch einen besonderen Prozess der so genannten Kreolisierung bilden. Damit ist der Fall gemeint, dass (vor allem junge) Pidgin-Sprecher zu einem bestimmten Zeitpunkt in einer bestimmten Generation aus dem unsystematischen Ausgangsmaterial ihres Pidgins eine voll grammatikalisierte Sprache spontan generieren. Eine solche Entwicklung wird bei keiner der klassischen Mischsprachen gesehen, insofern lässt sich eine Sonderstellung der Kreolsprachen rechtfertigen. Allerdings wird die Existenz eines solchen Prozesses zunehmend bestritten. Zweitens wird angenommen, dass Kreolsprachen – im Gegensatz zu klassischen Mischsprachen, deren Grammatik aus Versatzstücken beider Sprachen besteht – eine Grammatik ausbilden, die gegenüber allen Ausgangssprachen vereinfacht ist. Kreolsprachen würden sich von anderen Mischsprachen also dadurch unterscheiden, dass sie unabhängig von ihrer geographischen Verbreitung eine spezifische, vereinfachte „Kreolgrammatik“ aufweisen. Diese Einschätzung wird ebenfalls angezweifelt, da sich die vermeintlich vereinfachte Grammatik der meisten Kreolsprachen über den Einfluss der westafrikanischen Kwa-Sprachen erklären lässt. Historisch gesehen wären Kreolsprachen somit Mischsprachen aus diesen afrikanischen Sprachen und den entsprechenden europäischen Superstraten (Englisch, Französisch, Niederländisch etc.).

## Sprachen und Beispiele
- Camtho – Zulu-Bantu (Südafrika)
- Jenisch – Deutsch-Jiddisch/Hebräisch-Romani-Rotwelsch (Deutschland, Schweiz)
- Kaqchikel-K'iche'-Mischsprache – Kaqchikel-Quiché (Guatemala)
- Lomwe/Malawi – Makhua-Nyanja (Malawi)
- Mbugu/Ma'a – Bantu-Kuschitisch (Tansania)
- Media Lengua – Spanisch-Quechua (Ecuador)
- Michif – Französisch-Cree (USA, Kanada)
- Para-Romani-Sprachen:
  - Anglo-Romani – Romani-Englisch (Großbritannien)
  - Caló – Romani-Spanisch/Portugiesisch (Spanien, Brasilien, Frankreich, Portugal)
  - Skandinavisches Romani
    - Norwegisches Romani – Romani-Rotwelsch-Norwegisch (Norwegen)
    - Schwedisches Romani – Romani-Schwedisch (Schweden, Norwegen)
- Ponaschemu – Deutsch-Niedersorbisch (Deutschland)
- Shelta – Irisch und andere (Irland, USA, Großbritannien)
- Tagdal – Songhai-Berberisch (Niger)
- Wutunhua – Chinesisch-Tibetisch-Mongolisch (China)

### Norddeutschland
Außerdem gibt es in Norddeutschland mehrere Mischsprachen:
- Missingsch aus Hochdeutsch und Niederdeutsch
- Petuh im Flensburger Raum aus Hochdeutsch, Niederdeutsch, Standarddänisch und Sønderjysk

Umstritten ist, inwieweit Sydslesvigdansk als Varietät des Reichsdänischen, als Dialekt des Dänischen oder als Mischsprache angesehen werden kann (ähnlich Nordschleswigdeutsch):
- Sydslesvigdansk aus Standarddänisch, Hochdeutsch und zum Teil Niederdeutsch – Umgangssprache der dänischen Minderheit in Südschleswig (Deutschland)

### Michif
Bei Michif handelt es sich um eine Mischsprache aus Französisch und dem Cree, einer Algonkin-Sprache. Die Nomen im Michif stammen aus dem Französischen, die Verben – inklusive Flexion – aus dem Cree.
Beispiele (aus Bakker&Papen (Lit.: 1997): 336f):
| ki:ucıpıtam sa tεt la tɔrčy – „Die Schildkröte zog ihren Kopf ein.“ |                                    |      |      |         |             |
| Michif:                                                             | ki:-ucıpıt-am                      | sa   | tεt  | la      | tɔrčy       |
| Wörtlich:                                                           | PRÄT-ziehen-TRANS.INANIM.3.>3'.Sg. | sein | Kopf | ART:Sg. | Schildkröte |

| æ be:bi la præses ki:aja:we:w – „Die Prinzessin hatte ein Kind.“ |         |       |         |            |                                |
| Michif:                                                            | æ      | be:bi | la      | præses    | ki:-aja:w-e:w                  |
| Wörtlich:                                                          | ART:Sg. | Baby  | ART:Sg. | Prinzessin | PRÄT-haben-TRANS.ANIM.3.>3.Sg. |

Die in den Sätzen enthaltenen französischen Wörter sind sa tête – la tortue im ersten und un bébé – la princesse im zweiten. Für Details zur Grammatik siehe die Artikel Michif und Algonkin-Sprache.

### Media Lengua
Media Lengua ist eine in Ecuador gesprochene Mischsprache, deren Vokabular fast ausschließlich aus dem Spanischen stammt, deren Grammatik (Morphologie und Syntax) jedoch aus dem Quechua übernommen wurde.
Beispiel (aus Muysken (Lit.: 1997):365):
| Unu faburta pidingabu binixuni – „Ich komme, um um einen Gefallen zu bitten.“ |     |              |                |                   |
| Media Lengua:                                                                 | Unu | fabur-ta     | pidi-nga-bu    | bini-xu-ni        |
| Wörtlich:                                                                     | Ein | Gefallen-Akk | bitten-NOM-BEN | kommen-PROG-1.Sg. |

Zum Vergleich der gleiche Satz in
- Quechua: Shuk fabur-da maña-nga-bu shamu-xu-ni.
- Spanisch: Vengo para pedir un favor.